# Rododáfni (Achaïe)
Rododáfni, en grec moderne : Ροδοδάφνη, est un village du dème d'Égialée, dans le district régional d'Achaïe, en Grèce. 
Selon le recensement de 2011, la population de Rododáfni compte 2 564 habitants. 